# Giro d'Oro
El Giro d'Oro és una cursa ciclista italiana d'un sol dia que es disputà al Trentino entre 1983 i 2008. Fins al 1995 la cursa fou reservada a ciclistes amateurs, obrint-se als professionals a partir de l'any següent. A partir del 2005 i fins al 2008 formà part de l'UCI Europa Tour amb una categoria 1.1.
Damiano Cunego, amb dues victòries, és el ciclista que més vegades ha guanyat la cursa.

## Palmarès
| Any  | Vencedor             | Segon               | Tercer                |
| ---- | -------------------- | ------------------- | --------------------- |
| 1983 | Ezio Moroni          | Herrik Santisiak    | Pierangelo Cornelio   |
| 1984 | Luciano Godio        | Moravio Pianegonda  | Antonio Santaromita   |
| 1985 | Paolo Dalbianco      | Lorenzo Inama       | Gianni Pigatto        |
| 1986 | Pierluigi Berzotelli | Sandro Santon       | Fabio Campagna        |
| 1987 | Federico Longo       | Paolo Ricciuti      | Gianni Faresin        |
| 1988 | Stefano Dalla Pozza  | Remo Rossi          | Stefano Cecchini      |
| 1989 | Igor Tramanin        | Luca Prada          | Kristian Zanolin      |
| 1990 | Carlo Benigni        | Stefano Cortinovis  | Mauro Bettin          |
| 1991 | Sergio Barbero       | Carlo Combacchini   | Marco Rosani          |
| 1992 | Fausto Dotti         | Massimo Donati      | Andrea Noè            |
| 1993 | Mauro Bettin         | Roberto Menegotto   | Daniele Pontoni       |
| 1994 | Roberto Dal Sie      | Luigi Dalla Bianca  | Stefano Finesso       |
| 1995 | Davide Casarotto     | Luca Prada          | Luigi Dalla Bianca    |
| 1996 | Emiliano Murtas      | Gianluca Valoti     | Stefano Finesso       |
| 1997 | Michele Favaron      | Fabrizio Guidi      | Raffaele Longo        |
| 1998 | Angelo Citracca      | Igor Pugaci         | Gian-Paolo Mondini    |
| 1999 | Milan Kadlek         | Fabio Bulgarelli    | Gianluca Tonetti      |
| 2000 | Alessandro Baronti   | Serguey Matvejev    | Eddy Ratti            |
| 2001 | Oscar Borlini        | Alessandro Guerra   | Domenico Romano       |
| 2002 | Damiano Cunego       | Patrick Sinkewitz   | Remmert Wielinga      |
| 2003 | Dave Bruylandts      | Staf Scheirlinckx   | Glen Chadwick         |
| 2004 | Jure Golcer          | Eddy Ratti          | Giampaolo Cheula      |
| 2005 | Luca Mazzanti        | Freddy González     | José Rujano           |
| 2006 | Damiano Cunego       | Giuseppe Palumbo    | Luca Mazzanti         |
| 2007 | Dainius Kairelis     | Luis Felipe Laverde | Christian Pfannberger |
| 2008 | Gabriele Bosisio     | Danilo Di Luca      | Franco Pellizotti     |